# Il richiamo del lupo
Il richiamo del lupo è un film del 1975, diretto da Gianfranco Baldanello.

## Trama
Jim e sua sorella Mary perdono il padre mentre si riparano in una capanna a sole cento miglia da Dawson City, loro meta. Troveranno in Buck, mezzo cane e mezzo lupo, un fedele compagno di viaggio.